# Episodi di Shelter
La prima stagione della serie televisiva Shelter, composta da otto episodi, è in corso di pubblicazione sul servizio di streaming on demand Prime Video a partire dal 18 agosto 2023.
Il cast principale di questa stagione è composto da Jaden Michael, Constance Zimmer, Adrian Greensmith, Abby Corrigan e Sage Linder.
| nº | Titolo Originale                | Titolo                             | Pubblicazione     |
| -- | ------------------------------- | ---------------------------------- | ----------------- |
| 1  | Pilot                           | Pilota                             | 18 agosto 2023    |
| 2  | Catch me if U can               | Prova a prendermi                  | 18 agosto 2023    |
| 3  | The Dirt Locker                 | L'armadietto misterioso            | 18 agosto 2023    |
| 4  | Phantom Threads                 | I fili nascosti                    | 25 agosto 2023    |
| 5  | See Me Feel Me Touch Me Heal Me | Guardami, toccami, guariscimi      | 1 settembre 2023  |
| 6  | Candy's Room                    | La stanza di Candy                 | 8 settembre 2023  |
| 7  | Sweet Dreams Are Made of This   | I dolci sogni sono fatti di questo | 15 settembre 2023 |
| 8  | Found                           | Trovato                            | 22 settembre 2023 |

## Pilota
- Diretto da: Patricia Cardoso
- Scritto da: Harlan Coben, Charlotte Coben, Ed Decter

### Trama
Dopo un tragico incidente automobilistico, una promessa del basket va a vivere con la zia Shira a Kasselton, una città piena di segreti.
Quando una sua compagna di classe ,Ashley, scompare senza lasciare alcuna traccia, Mickey viene coinvolto in una cospirazione così scioccante per un liceale.
Lui e suoi amici inizieranno le ricerche per il ritrovamento di Ashley ma queste ultime faranno venire a galla bugie e segreti del passato.
- Durata: 57 minuti

## Prova a prendermi
- Diretto da: Edward Ornelas
- Scritto da: Charlotte Coben

### Trama
- Durata: 45 minuti
- Interpreti comprimari:

## L'armadietto misterioso
- Diretto da: Christina Choe
- Scritto da: Nicki Renna

### Trama
- Durata: 51 minuti
- Interpreti comprimari:

## I fili nascosti
- Diretto da: Christina Choe
- Scritto da: Charlotte Coben

### Trama
- Durata: 47 minuti
- Interpreti comprimari:

## Guardami, toccami, guariscimi
- Diretto da: Deborah Kampmeier
- Scritto da: Alfredo Barrios Jr

### Trama
- Durata: 47 minuti
- Interpreti comprimari:

## La stanza di Candy
- Diretto da: Deborah Kampmeier
- Scritto da: Allen MacDonald

### Trama
- Durata: 45 minuti
- Interpreti comprimari:

## Episodio 7
- Diretto da: Edward Ornelas
- Scritto da: Alfredo Barrios Jr, Nicki Renna

### Trama
- Durata: 54 minuti
- Interpreti comprimari:

## Episodio 8
- Diretto da: Edward Ornelas
- Scritto da: Harlan Coben, Charlotte Coben

### Trama
- Durata: 50 minuti
- Interpreti comprimari: